# The Surfer King
The Surfer King è un film statunitense del 2006 diretto da Bernard Murray, Jr..

## Trama
Robbie Zirpollo è un ragazzo di 17 anni originario di Oceanside, California, che con la madre si è trasferito in Colorado dopo che il padre li ha abbandonati, scappando coi soldi di famiglia in Messico assieme alla sua segretaria. Grazie allo zio, Robbie trova lavoro a Water World, un parco acquatico.